# 26P/Grigg–Skjellerup

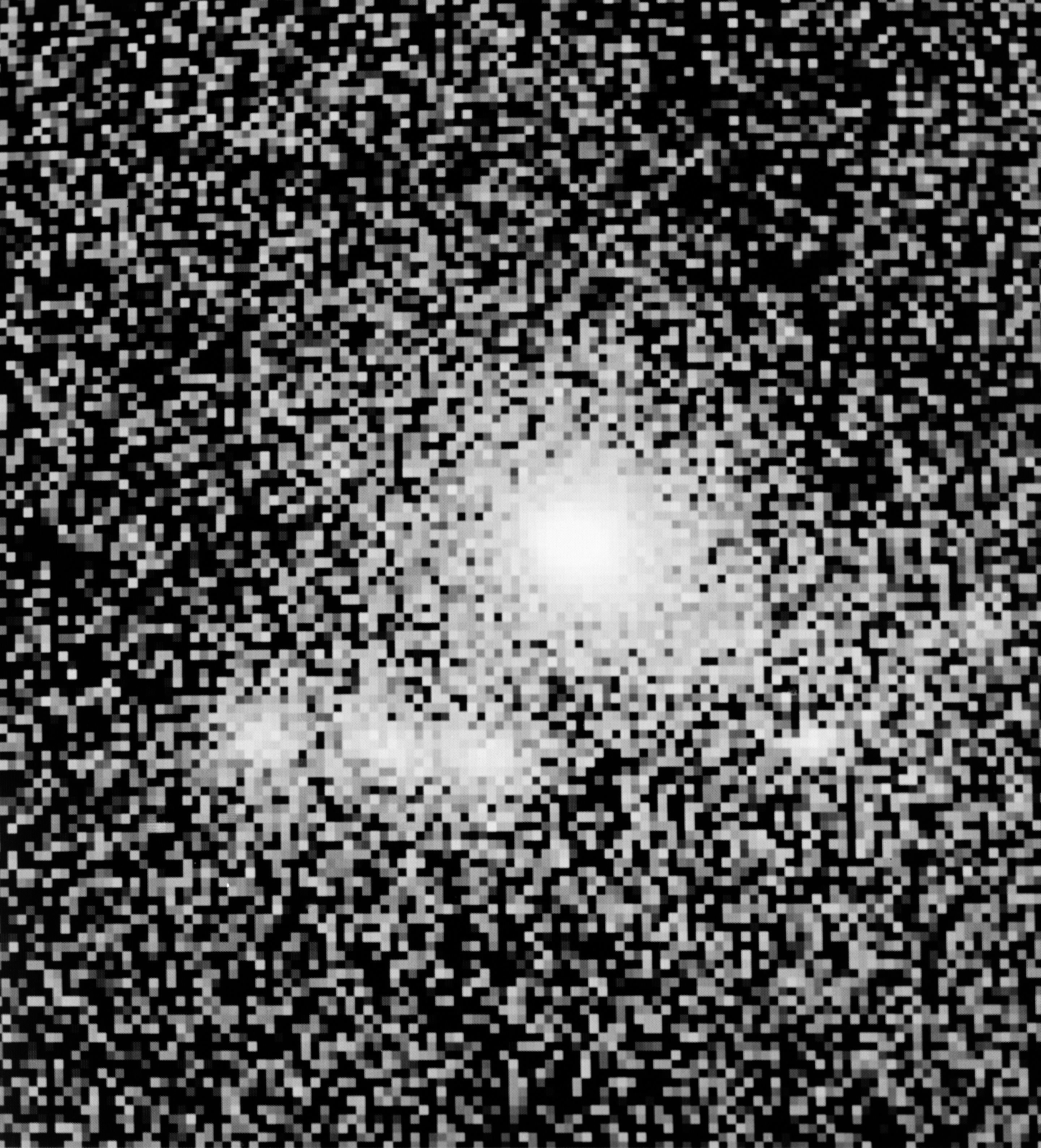
Ảnh chụp sao chổi Grigg-Skjellerup năm 1997.

Comet Grigg-Skjellerup (được chỉ định chính thức 26P / GriggTHER Skjellerup) là một sao chổi định kỳ. Nó được thăm bởi tàu thăm dò Giotto vào tháng 7 năm 1992. Tàu vũ trụ đã tiến gần tới 200 km, nhưng không thể chụp ảnh vì một số dụng cụ đã bị hỏng từ cuộc chạm trán với Sao chổi của Halley.
Sao chổi được phát hiện vào năm 1902 bởi John Grigg ở New Zealand và được phát hiện lại trong lần xuất hiện tiếp theo vào năm 1922 bởi John Francis Skjellerup, một người Úc khi đó sống và làm việc trong khoảng hai thập kỷ tại Nam Phi, nơi ông là thành viên sáng lập của Hiệp hội Thiên văn học Nam Phi.
Vào năm 1987, L'ubor Kresák đã phát hiện ra rằng sao chổi cũng được quan sát thấy vào năm 1808, bởi Jean-Louis Pons.
Sao chổi thường chịu ảnh hưởng của lực hấp dẫn của Sao Mộc, đã thay đổi quỹ đạo của nó đáng kể. Chẳng hạn, khoảng cách perihelion của nó đã thay đổi từ 0,77 AU năm 1725 thành 0,89 AU năm 1922 thành 0,99 AU năm 1977 và thành 1,12 AU năm 1999.
Có củng điểm gần đây của nó rất gần với quỹ đạo Trái Đất khiến nó trở thành mục tiêu dễ dàng tiếp cận với nhiệm vụ Giotto (tàu vũ trụ) vào năm 1992, với nhiệm vụ chính là Comet Halley. Giotto có điểm tiếp cận gần nhất với Grigg - Skjellerup 200 km, gần hơn nhiều so với cách tiếp cận với Comet Halley, nhưng không thể có được hình ảnh khi máy ảnh của nó bị phá hủy trong cuộc gặp Halley năm 1986.
Vào năm 1972, sao chổi được phát hiện tạo ra mưa sao băng, Pi Puppids và quỹ đạo hiện tại của nó khiến chúng đạt cực đại vào khoảng ngày 23 tháng 4, đối với các nhà quan sát ở bán cầu nam, được nhìn thấy rõ nhất khi sao chổi ở gần sự tàn phá.
Sự trở lại năm 2002 (dự kiến perihelion vào khoảng ngày 8 tháng 10 năm 2002) là rất bất lợi và không có quan sát nào được báo cáo.
Hạt nhân sao chổi được ước tính có đường kính 2,6 km.
Sao chổi là một loại địa phương cho khoáng vật brownleeite.